# Erigeron armerifolius
Erigeron armerifolius là một loài thực vật có hoa trong họ Cúc. Loài này được Turcz. ex DC. mô tả khoa học đầu tiên năm 1836.